# Oxalis glabrata
Oxalis glabrata är en harsyreväxtart som först beskrevs av Bak., och fick sitt nu gällande namn av Paul Erich Otto Wilhelm Knuth. Oxalis glabrata ingår i släktet oxalisar, och familjen harsyreväxter. Inga underarter finns listade i Catalogue of Life.